# Transductor de frecuencias bajas
Un subkick es un transductor acústico-eléctrico, cuya misión es traducir las ondas de presión sonora de baja frecuencia en un impulso eléctrico, lo que permite por ejemplo grabar sonidos graves como los que emite el bombo de una batería. Podríamos decir que un subkick es un micrófono complementario, ya que ha de ser empleado acompañando a un micrófono principal, ya que este únicamente captura un rango de frecuencias comprendido entre los 20 y los 2000 Hz, evitando así tener que forzar la ecualización del micrófono principal para obtener un sonido con mayor contenido en baja frecuencia.

## Historia
Esta tendencia empieza cuando algunos ingenieros empiezan a desmontar el woofer de sus monitores de estudio Yamaha NS-10M, utilizando el propio imán de este para sujetarlo a un soporte de micrófono, situándolo a tan sólo 5 cm (2") del parche resonante del bombo de una batería y conectándolo a una caja DI para balancear la señal.
El problema con que nos encontramos hoy en día es que Yamaha ha cesado la producción del NS-10M al clausurar la fábrica que se encargaba de la fabricación del woofer. Teniendo en cuenta esto último, el ingeniero Russ Miller transmite la idea a Yamaha, quien introduce en el mercado una unidad que contiene un woofer de 10 pulgadas montado dentro de un casco de madera de arce de 7 pliegues.

## Posicionado
A la hora de situar este transductor frente a una fuente sonora, en este caso un bombo de batería, se ha de posicionar la parte frontal, es decir donde está situado el woofer mirando hacia el parche resonador del bombo a una distancia aproximada de entre 5 y 20 cm, según el sonido que se desea obtener.